# Hårfin vandaks
Hårfin vandaks (Potamogeton trichoides) er en vandplante i planteslægten Vandaks (Potamogeton). Den er hjemmehørende i Europa og det vestlige Asien, hvor den vokser i kalkholdigt, normalt næringsrigt stående eller langsomt strømmende vand.

## Beskrivelse
Hårfin vandaks er en akvatisk flerårig plante, der hver vinter dør tilbage til et stort antal ukønnet producerede hvilelegemer kaldet turioner. Der er ingen jordstængler. Den producerer slanke, cylindriske eller let sammenpressede, forgrenede stængler, normalt mindre end en meter lange, men lejlighedsvis op til 2 m. De nedsænkede blade er lange og meget smalle, typisk 16–80 mm lange og 0,3–1 mm bred, hvor midterribben optager op til 70 % af bladets bredde nær bunden. De er stive og grønne bliver mørkere med alderen. Der er ingen flydende blade.
blomsterstanden er en kort spids på 3-5 blomster, der stammer fra vandet på en slank stamme.

## Truet art
Hårfin vandaks er i tilbagegang i Danmark og er forsvundet fra adskillige lokaliteter bl.a. på grund af forringet habitatkvalitet. Den er regnet som en truet art på den danske rødliste.